# Rainer Grenkowitz
Rainer Grenkowitz (* 24. November 1955 in West-Berlin; † 19. März 2024 auf Bali, Indonesien) war ein deutscher Schauspieler und späterer Gründer eines Resorts für Yoga und Meditation auf Bali.

## Leben
Rainer Grenkowitz wuchs in West-Berlin auf. Im Jahr 1977 bewarb er sich mit dem „Erstlingswerk“ an der Hochschule für Musik, Theater und Medien Hannover. Nach dem Schauspielstudium gastierte Grenkowitz als Bühnendarsteller unter anderem am Theater der Jugend in München. Gastengagements führten ihn zum Schauspielhaus Bochum oder zum Stadttheater Bremerhaven. Später wohnte er über längere Zeit hinweg in Frankfurt am Main.
Durch seine Hauptrolle in der deutsch-deutschen Komödie Meier, die im Jahr 1986 in den Kinos lief, wurde Grenkowitz einem Millionenpublikum bekannt. Ebenfalls große Bekanntheit erlangte er durch die Rolle des Dr. Michael Lüdwitz in der Serie Medicopter 117 – Jedes Leben zählt, die er 2002 nach vier Jahren verließ. Daneben wirkte er als Gastdarsteller in zahlreichen Fernsehserien mit, wie beispielsweise in Praxis Bülowbogen, Liebling Kreuzberg, Mit Leib und Seele oder Der letzte Zeuge. Insgesamt wirkte er als Schauspieler vor der Kamera bis zum Jahr 2006 in über 50 Film-und-Fernsehproduktionen mit.
Zusammen mit seiner Ehefrau Gisela von Keiser, mit der er zwei Söhne hatte, gründete er im Jahr 1984 ein Psychotherapie-Zentrum am Bodensee. Von 2004 bis 2024 lebte er auf Bali, wo er mit seiner Ehefrau das Bali Mandala gründete und bis zu seinem Tod führte, ein Resort für Yoga und Meditation „im Sinne der kontemplativen Tradition“.

## Filmografie
- 1982: Vivatgasse 7 (Fernsehserie, 1 Folge)
- 1984: Treffer
- 1986: Nägel mit Köpfen
- 1986: Meier
- 1986: 4 Männer und ein Kamel
- 1986–1993: Der Fahnder (Fernsehserie, 2 Folgen, verschiedene Rollen)
- 1986: Detektivbüro Roth (Fernsehserie, 1 Folge)
- 1986: Ticket nach Rom
- 1987: Vorfall am Fluß
- 1988: Ein Denkmal wird erschossen
- 1989: Der Fuchs (TV-Miniserie)
- 1989: Ein Heim für Tiere (Fernsehserie, 1 Folge)
- 1989: In the Frame
- 1990: Kommissarin Goedeke (TV-Miniserie)
- 1990: Pfarrerin Lenau (TV-Miniserie)
- 1990: Mit Leib und Seele (Fernsehserie, 2 Folgen)
- 1990–1994: SOKO München (Fernsehserie, 2 Folgen, verschiedene Rollen)
- 1992: Schöne Feindin
- 1992: Happy Holiday (Fernsehserie, 1 Folge)
- 1992: Unter anderen Umständen - Ein Baby und drei Väter (Fernsehfilm)
- 1993: Glückliche Reise – Arizona (Fernsehreihe)
- 1993: Wildbach (Fernsehserie, 1 Folge)
- 1994: Lauras Entscheidung
- 1994: Tödliche Wahrheit
- 1994: Im Namen des Gesetzes (Fernsehserie, 1 Folge)
- 1994: Zwei an der Strippe
- 1994–1995: Schwarz greift ein (Fernsehserie, 16 Folgen)
- 1995: Echt Harder (Fernsehserie, 8 Folgen)
- 1995: Aus heiterem Himmel (Fernsehserie, 3 Folgen)
- 1995–1996: Alle meine Töchter (Fernsehserie, 11 Folgen)
- 1996: Rosamunde Pilcher: Lichterspiele (TV-Reihe)
- 1996: Praxis Bülowbogen (Fernsehserie, 1 Folge)
- 1996: Mona M. – Mit den Waffen einer Frau (TV-Miniserie)
- 1996: Boom Baby Boom
- 1997: Nikola (Fernsehserie, 1 Folge)
- 1997: Die Aubergers (Fernsehserie, 4 Folgen)
- 1997: Schwurgericht (Fernsehserie, 1 Folge)
- 1998: Liebling Kreuzberg (Fernsehserie, 1 Folge)
- 1998: Natalie III – Babystrich online
- 1998–2002: Medicopter 117 – Jedes Leben zählt (Fernsehserie, 38 Folgen)
- 2000: Polizeiruf 110: La Paloma (TV-Reihe)
- 2000: Tatort: Mord am Fluss (TV-Reihe)
- 2001: Der Millennium-Mann
- 2002: Weil ich gut bin!
- 2002: Dr. Sommerfeld – Neues vom Bülowbogen (Fernsehserie, 1 Folge)
- 2002: Der letzte Zeuge (Fernsehserie, 1 Folge)
- 2002: Du bist mein Kind
- 2002: Für alle Fälle Stefanie (Fernsehserie, 1 Folge)
- 2002: Herzen in Fesseln
- 2003: Zwei Profis (Fernsehserie, 1 Folge)
- 2003: Der Auftrag – Mordfall in der Heimat
- 2004: Hallo Robbie! (Fernsehserie, 1 Folge)
- 2005: Inga Lindström: Entscheidung am Fluss (TV-Reihe)
- 2005: SOKO Köln (Fernsehserie, 1 Folge)
- 2006: M.E.T.R.O. – Ein Team auf Leben und Tod (Fernsehserie, 1 Folge)